# کارستن سولهایم
کارستن سولهایم (انگلیسی: Karsten Solheim; ۱۵ سپتامبر ۱۹۱۱ – ۱۶ فوریهٔ ۲۰۰۰) مهندس، مخترع و کارآفرین اهل ایالات متحده آمریکا بود، که در سال ۱۹۵۹ شرکت تجهیزات ورزشی پینگ گلف را تأسیس کرد.